# Saurauia cinnamomea
Saurauia cinnamomea är en tvåhjärtbladig växtart som beskrevs av Elmer Drew Merrill. Saurauia cinnamomea ingår i släktet Saurauia och familjen Actinidiaceae. Inga underarter finns listade i Catalogue of Life.